# District de Dombóvár
Le district de Dombóvári  (en hongrois : Dombóvári járás) est un des 6 districts du comitat de Tolna en Hongrie. Il compte 32 333 habitants et rassemble 16 localités : 15 communes et une seule ville dont Dombóvár, son chef-lieu.
Cette entité existait déjà auparavant, jusqu'en 1974.

## Localités
- Attala
- Csibrák
- Csikóstőttős
- Dalmand
- Dombóvár
- Döbrököz
- Gyulaj
- Jágónak
- Kapospula
- Kaposszekcső
- Kocsola
- Kurd
- Lápafő
- Nak
- Szakcs
- Várong